# 馬越陽子
馬越 陽子（まこし ようこ、1934年（昭和9年）1月27日 - ）は、日本の洋画家。本名は瀬谷陽子。現在の東京都港区青山出身。
独立美術協会会員、女流画家協会委員、多摩美術大学大学院客員教授、2014年より日本美術家連盟洋画部理事。

## 来歴
1934年（昭和9年）1月27日、東京府東京市赤坂区青山に生まれる。
1952年（昭和27年）東京都立三田高等学校卒業
1964年（昭和39年）東京芸術大学油画科卒業、同年独立美術協会の独立展へ初出品、初入選。1966年（昭和41年）東京芸術大学大学院を修了。翌1967年（昭和42年）、「夜明けをまつ人達」が女流画家協会展でH夫人賞を受賞。
1973年（昭和48年）、文化庁芸術家在外研修員のうち初の女性芸術家としてヨーロッパの10カ国およびアメリカ合衆国、旧ソビエト連邦など欧米各国200箇所以上の美術館で1974年（昭和49年）まで1年間に渡って研修を行った。
1981年（昭和56年）より現代女流展、現代女流美術展への毎年出品を開始。
1994年（平成6年）、『魂を揺さぶる人間の賛歌』が第17回安田火災東郷青児美術館大賞受賞。
2007年（平成19年）11月14日から22日まで日中国交正常化35周年記念展として中華人民共和国の北京国立中国美術館で開かれた「馬越陽子油画展」で個展を開いた。
また帰国後となる2008年（平成20年）12月23日から29日までにかけては日本橋三越本店で帰国展を開いた。この個展の際にはチャイナネットの独占インタビューにおいて尊敬する画家としてフィンセント・ファン・ゴッホの名を挙げた。後日、2010年2月27日に開催されたNPO法人青木繁「海の幸」会の第一回通常総会では開会の辞を読み、その中で「かつて私が美校に入る前、拠り所として何度も見に行った海の幸の制作現場の保存に、私が関わることになったのはとても不思議なことだと感じております」と述べているほか、影響のあった画家の名前に青木のほかセザンヌ、ルオーの名を挙げている。
2015年（平成27年）6月22日、「人間の大河－いのち舞う・不死の愛－」（2014年（平成26年）第81回独立展出品作）に対し「激しい情熱を鮮烈な色調とタッチで表現する作風」が認められ、2014年度第71回日本芸術院第一部美術部門の日本芸術院賞を受賞。
2018年、日本芸術院会員。2022年、旭日中綬章受章。

## 著作
- 馬越陽子『馬越陽子展』ギャラリー玉屋、1981年。
- 馬越陽子『馬越陽子展』ギャラリー玉屋、1983年。
- 馬越陽子『馬越陽子の世界』池田二十世紀美術館、1991年。
- 馬越陽子『馬越陽子作品集』文物出版社、2007年。ISBN 978-7501022755。
- 馬越陽子『馬越陽子画文集 = YOKO MAKOSHI Anthology : 人間の河』美術年鑑社、2011年。
- 馬越陽子『馬越陽子展 : 人間の大河』三越伊勢丹、2015年。